# گلوند علیا
گلوند علیا یک روستا در ایران است که در دهستان جلگه ماژان شهرستان خوسف واقع شده‌است. گلوند علیا ۲۱ نفر جمعیت دارد.